# 半鋸齒鯊
半鋸齒鯊（英文：Snaggletooth shark，學名：Hemipristis elongatus，亦稱半沙條鯊、尖鰭副沙條鮫、歪牙鯊），沙條鮫科半鋸齒鯊屬，主要分布於太平洋、印度洋地區。半鋸齒鯊喜生活於溫暖之海岸邊。

## 特徵
半鋸齒鯊的上部牙齒呈三角形，長有小鋸齒狀嚼咬邊緣，聯合齒幾乎對稱，而側面齒則從中央逐漸偏離。下部齒較其餘牙齒細長，根為V形。